# Hawk’s Nest Tunnel
Der Hawk’s Nest Tunnel ist eine Tunnelröhre bei Gauley Bridge, West Virginia. Das Bauwerk ist 4,8 km lang und transportierte Wasser für ein Wasserkraftwerk des Unternehmens Union Carbide. Es wurde in den Jahren 1930 bis 1931 angelegt. Hawk’s Nest heißt eine Anhöhe des Gauley Mountain.

## Silikose-Desaster
Beim Bau der Röhre starben aufgrund mangelnder Arbeitssicherheit bis zu mehrere tausend Arbeiter an akuter Silikose, zum Teil binnen eines Jahres.
Union Carbide war ab 1927 an einem Tunnelbauprojekt nahe Charleston in West Virginia beteiligt, in dessen Folge viele Arbeiter, meist mittellose Afroamerikaner, an Silikose starben. Während der Bauarbeiten an dem ca. drei Meilen langen Tunnel waren die Arbeiter ungeschützt hohen Staubbelastungen ausgesetzt. Den Arbeitern wurden keine Schutzmasken ausgehändigt, Mitarbeiter des Managements trugen jedoch während der kurzen Inspektionszeiten, während derer sie sich auf der Baustelle befanden, entsprechende Masken. Der Vorfall führte auch zu einer Kongressanhörung, die ca. 500 Todesfälle feststellte. Da viele Arbeiter nach Krankheitsbeginn bzw. Tunnelfertigstellung entlassen wurden und weitergezogen waren, konnte keine systematische Auswertung mehr erfolgen.

## Literarische Aufarbeitung
Muriel Rukeyser (1913–1980) recherchierte investigativ über diesen Vorfall. Hubert Skidmore  (1909–1946) veröffentlichte seine Novelle Hawk’s Nest im Jahre 1941; sie wurde 2004 neu aufgelegt.